# Херман фон Зулц
Херман VI фон Зулц (на немски: Hermann von Sulz, Hermann VI von Sulz; † 1429, замък Бург Балм) е граф и фогт в Предна Австрия и хауптман. Той е баща на ландграфовете от линията Клетгау на род фон Зулц.

## Произход
Той е син на Рудолф I фон Зулц (* пр. 1349, † 1406) и първата му съпруга Анна фон Валдбург († 1385 или 1406), дъщеря на Еберхард III фон Валдбург († 1361/1362) и принцеса Агнес фон Тек († 1384). Брат е на Рудолф фон Зулц († 1431). Баща му се жени втори път за Анна ди Хермин и той има полубрат Ханс.

## Фамилия
Херман се жени за Маргарета фон Хоенберг-Ротенбург († 26 февруари 1419), дъщеря на граф Рудолф III фон Хоенберг († 1389) и Ита фон Тогенбург († 1399). Тя е развдена през 1393 г. от маркграф Бернхард I фон Баден. Те имат три деца (двама сина и една дъщеря).
Херман и Маргарета имат три деца:
- Рудолф III (* 1405, † 1431), ∞ 6 юли 1408 г. за Урсула фон Хабсбург-Лауфенбург († 1460), дъщеря на граф Йохан IV фон Хабсбург-Лауфенбург († 1408) и Агнес фон Хоен-Ланденберг († сл. 1431)
- Анна († 13 ноември 1438), ∞ 1406/пр. 8 януари 1407 г. за граф Фридрих XII фон Хоенцолерн († 1443)
- Хайнрих († 15 януари 1467), халбграф, ∞ I. Урсула, II. на 6 юли 1408 г. за Квитерия фон Мюнцинген († 1467/1494)